# Вулиця Єдності (Харків)
Вулиця Єдності — вулиця в Немишлянському районі Харкова, між південними кварталами Салтівки (так зв. Нижня Салтівка) і північними околицями приватного сектора Немишлі. Пов'язує район Старої Салтівки з віддаленими мікрорайонами Східної Салтівки — 627-й і 626-й.

## Опис вулиці
Довжина вулиці становить понад 3 км. Початок — від перетину з проспектом Льва Ландау. По суті, вулиця Єдності є продовженням вулиці Ахієзерів, через яку має вихід до Салтівського шосе біля заводу «Поршень» (див. Автрамат). Закінчується вулиця трохи північніше району міста Петренки (проходить поблизу Петренківського озера) в декількох сотнях метрів від селищ Кулиничі та Перемога. Тут дорога робить крутий поворот наліво (на північ) і переходить в вулицю Сонячну, яка піднімається по схилу вгору — до Міської клінічної лікарні № 7. Довгий час тут проходила східна межа Харкова, проте, в 2012 році було прийнято рішення про розширення міської межі з включенням території селища Кулиничі до складу міста.
Вулиця проходить паралельно річці Немишля, на її правому березі, але на досить великій відстані від русла — не менше кількох сотень метрів. Перетинає багато вулиць і провулків. Найбільші перехрестя (не рахуючи перетину з проспектом Льва Ландау) утворює з проспектом Тракторобудівників, Велозаводською вулицею та вулицею Красна Поляна (тут також пролягає Чайний провулок).

## Архітектура
Переважно, вулиця забудована приватними житловими будинками (1-2 поверхи), але на ділянці від пр. Тракторобудівників до Сонячної вулиці, з боку Салтівки, до вулиці примикає багатоповерхова житлова забудова (мікрорайони номер 626 і 627).

## Транспорт
Незважаючи на велику протяжність із заходу на схід, вулиця досить слабо використовується міським транспортом. Ширина проїжджої частини невелика, тролейбусних і трамвайних ліній немає, станцій метро також. Основну транспортну функцію виконує Салтівське шосе, яке проходить на північ від, паралельно вулиці Єдності.

## Інфраструктура
На вулиці знаходяться Харківська загальноосвітня середня школа № 101 і міська багатопрофільна лікарня № 18.

## У минулі роки
Початок вулиці Єдності було покладено ще до Другої світової війни, про що свідчить карта Харкова 1938 року. У ті роки Немишля тільки ставала районом міста, а Салтівка обмежувалася Салтівським селищем, що не виходять за межі однойменного шосе.
У минулому вулиця мала назву Краснодарська. Ймовірно, що отримала її через своє географічне розташування (веде на південний схід до Краснодару). У квітні 2024 року вулицю перейменовано на вулицю Єдності.